# Кербиц, Вера Владимировна
Вера Владимировна Кербиц (Кербиц-Кербицкая) (1894 — 1981) — жена Виталия Мартануса и Михаила Зощенко.

## Биография
Родилась 18 ноября 1894 года в семье военного Владимира Карловича Кербица и его жены Ольги Сергеевны, имеющих польские и немецкие корни. В семье также были сестра Елена и брат Борис.

Семья Веры Кербиц (на фото среди детей слева)

Окончила в 1916 году с медалью Петровскую женскую гимназию (ныне Школа № 47 имени Д. С. Лихачёва) и после неё ещё два класса Педагогических курсов.
Первым её мужем был Виталий Мартанус — будущий польский и советский генерал. К 1917 году они развелись и в мае этого же года Вера познакомилась с Михаилом Зощенко, за которого через три года вышла замуж. Вместе с мужем пережила блокаду Ленинграда.
После смерти мужа Вера Владимировна Зощенко мечтала создать в их Сестрорецком доме литературный музей. Обращалась в различные инстанции с предложением создать в нём литературный музей М. М. Зощенко и после своей смерти передать дом с музеем в ведение государства. В этом ей помогал ленинградский журналист Борис Абрамович Цацко. Однако после смерти Веры Владимировны дом пришёл в запустение и был уничтожен пожаром в 1991 году.
Умерла 21 мая 1981 года. Похоронена в Сестрорецке рядом с Михаилом Зощенко.
В браке с Зощенко родился единственный его сын Валерий (1921—1986).